# (15427) Shabas
(15427) Shabas (1998 SP61) – planetoida z pasa głównego asteroid okrążająca Słońce w ciągu 4,11 lat w średniej odległości 2,57 j.a. Odkryta 17 września 1998 roku.